# スギタケモドキ

スギタケモドキ（杉茸擬、学名: Pholiota squarrosoides）は、広葉樹林で見られるみかけはトゲトゲしい褐色の中型のキノコ（菌類）。地方名で、ヤマドリモタセともよばれる。

## 分布・生態
日本、中国、ヨーロッパ、北アメリカに分布する。日本のなかでは北日本に多い。広葉樹の倒木などに生息する。
初夏から秋にかけて、切り株や、広葉樹の枯れ木や倒木に束生する。木材腐朽菌。

## 形態
傘径は3 - 13センチメートル (cm) 。はじめ球形やまんじゅう形から、のちに平らに開く。傘表面は粘性があり、ほぼ白色から淡黄褐色で、直立した褐色のトゲ状鱗片で密に覆われる。栗色の棘状鱗片を密布。肉は黄白色。綿くず状のつばがあり、下方は傘と同様の棘状鱗片をもつ。胞子はさび褐色。傘の裏のヒダは柄に対してほぼ直生し、やや密に配列し、はじめは黄白色でのちに褐色。
柄は5 - 15 cm。淡黄色。柄は棒状で、上部に繊維状のつばがあり、ツバは綿くず状で、ツバより下部は傘と同色の下方に反り返った鱗片で覆われる。ツバより上は淡黄色から白色で平滑。

## 利用
以前は、無味無臭で、遠火で味噌焼きにすると、ほくほくした口当たりの風味が楽しめるとされてきたが現在は毒キノコだと考えられている。毒成分は不明だが、嘔吐、下痢などの消化器系の中毒をおこす可能性がある。